# Tenderfoot
Tenderfoot is een stripalbum uit de reeks Lucky Luke. Het album gaat over nieuwe kolonisten in het wilde westen, die als groentjes (greenhorns of tenderfeet genaamd) behandeld werden. Het verhaal speelt zich af in en rondom het fictieve dorpje Dry Gulch, de woonplaats van Lucky Luke. Er zitten, net als in andere Lucky Luke-verhalen veel dubbele bodems in de grappen.

## Verhaal
Het verhaal begint met de dood van Baddy, een oude makker van Lucky Luke. Hij laat zijn ranch achter aan zijn enige erfgenaam Waldo Badmington, een bekakte Engelsman die het aanbod om de ranch over te nemen meteen aanneemt. Samen met Lucky Luke, zijn butler Jasper en de trapper en halve indiaan Sam gaat hij de ranch bewonen. Echter, iemand anders aast ook op de ranch, namelijk Jack Ready.
Waldo Badmington past zich snel aan aan het ruige wilde westen en hij verruilt zijn Engelse, aristocratische kleren al snel voor echte cowboy-kledij. Hij blijkt ook nog eens uitstekend te kunnen schieten, een aardig robbertje te kunnen boksen en heeft er een handje naar het ruwe aanpakken van de tenderfeet in het wilde westen als vermakelijk te ervaren.
Al snel begint er een soort tweestrijd tussen Waldo Badmington en Jack Ready over de ranch van Waldo Badmington, die begint met kleine pesterijtjes zoals het kapottrappen van het meubilair van Waldo Badmington, maar eindigt in heus duel, dat in het voordeel van Badmington wordt beslecht. Uiteindelijk vluchten Jack Ready en zijn handlanger, de eigenaar van de saloon in Dry Gulch, naar elders in het wilde westen, om daar, net als Waldo Badmington bij zijn aankomst in Dry Gulch, als tenderfeet te worden behandeld.
Jasper verlaat aan het einde van het verhaal Luke en Badmington om in Klondike naar goud te gaan zoeken.

## Achtergronden bij het verhaal
- De titel Tenderfoot komt van de bijnaam die aan nieuwe kolonisten in het wilde westen werd gegeven. Vaak gebeurden er de verschrikkelijkste dingen met deze nieuwbakken kolonisten.
- De tenderfoot is een karikatuur van striptekenaar Albert Uderzo, Goscinny's partner bij de stripreeks Asterix.
- De naam "Waldo Badmington"  is een woordspeling naar een typisch Engelse sport, badminton.